# Tomasz Trela
Tomasz Dominik Trela (ur. 30 grudnia 1979 w Łodzi) – polski polityk i samorządowiec, w latach 2014–2019 zastępca prezydenta Łodzi, poseł na Sejm IX i X kadencji.

## Życiorys
Jest absolwentem Wydziału Organizacji i Zarządzania Politechniki Łódzkiej oraz podyplomowego studium finansów i strategii spółek na Uniwersytecie Łódzkim. Pracował w Wojewódzkim Funduszu Ochrony Środowiska i Gospodarki Wodnej w Łodzi.
Działacz Sojuszu Lewicy Demokratycznej, został przewodniczącym tej partii w województwie łódzkim. W 2006 bez powodzenia kandydował do Rady Miejskiej w Łodzi, mandat objął jednak w trakcie kadencji w 2010. Wybierany następnie w kolejnych wyborach samorządowych (2010, 2014, 2018). W 2013 został przewodniczącym klubu radnych SLD. W 2014 bezskutecznie ubiegał się o urząd prezydenta miasta. Objął następnie stanowisko wiceprezydenta Łodzi, które utrzymał też po wyborach z 2018. Zajmował się kwestiami związanymi z edukacją, przedsiębiorczością, rynkiem pracy, gospodarką komunalną, sportem i rekreacją.
W wyborach parlamentarnych w 2019 uzyskał mandat posła na Sejm IX kadencji, kandydując z pierwszego miejsca na liście SLD w okręgu łódzkim i otrzymując 40 811 głosów. W Sejmie został członkiem Komisji Finansów Publicznych oraz Komisji Samorządu Terytorialnego i Polityki Regionalnej. W lutym 2020 został szefem sztabu Roberta Biedronia podczas wyborów prezydenckich.
W wyborach w 2023 z powodzeniem ubiegał się o poselską reelekcję z ramienia powstałej z przekształcenia SLD Nowej Lewicy, otrzymał 26 273 głosy. W styczniu 2024 powołany na wiceprzewodniczącego sejmowej komisji śledczej ds. wykorzystania oprogramowania Pegasus.

## Życie prywatne
Syn Zbigniewa i Zofii. Zawarł związek małżeński z Anną Rakowską, małżeństwo zakończyło się rozwodem.

## Wyniki w wyborach ogólnopolskich
| Wybory | Komitet wyborczy | Komitet wyborczy             | Organ            | Okręg | Wynik          |
| ------ | ---------------- | ---------------------------- | ---------------- | ----- | -------------- |
| 2019   |                  | Sojusz Lewicy Demokratycznej | Sejm IX kadencji | nr 9  | 40 811 (9,82%) |
| 2023   |                  | Nowa Lewica                  | Sejm X kadencji  | nr 9  | 26 273 (5,75%) |